# Dan Andersson (staty)

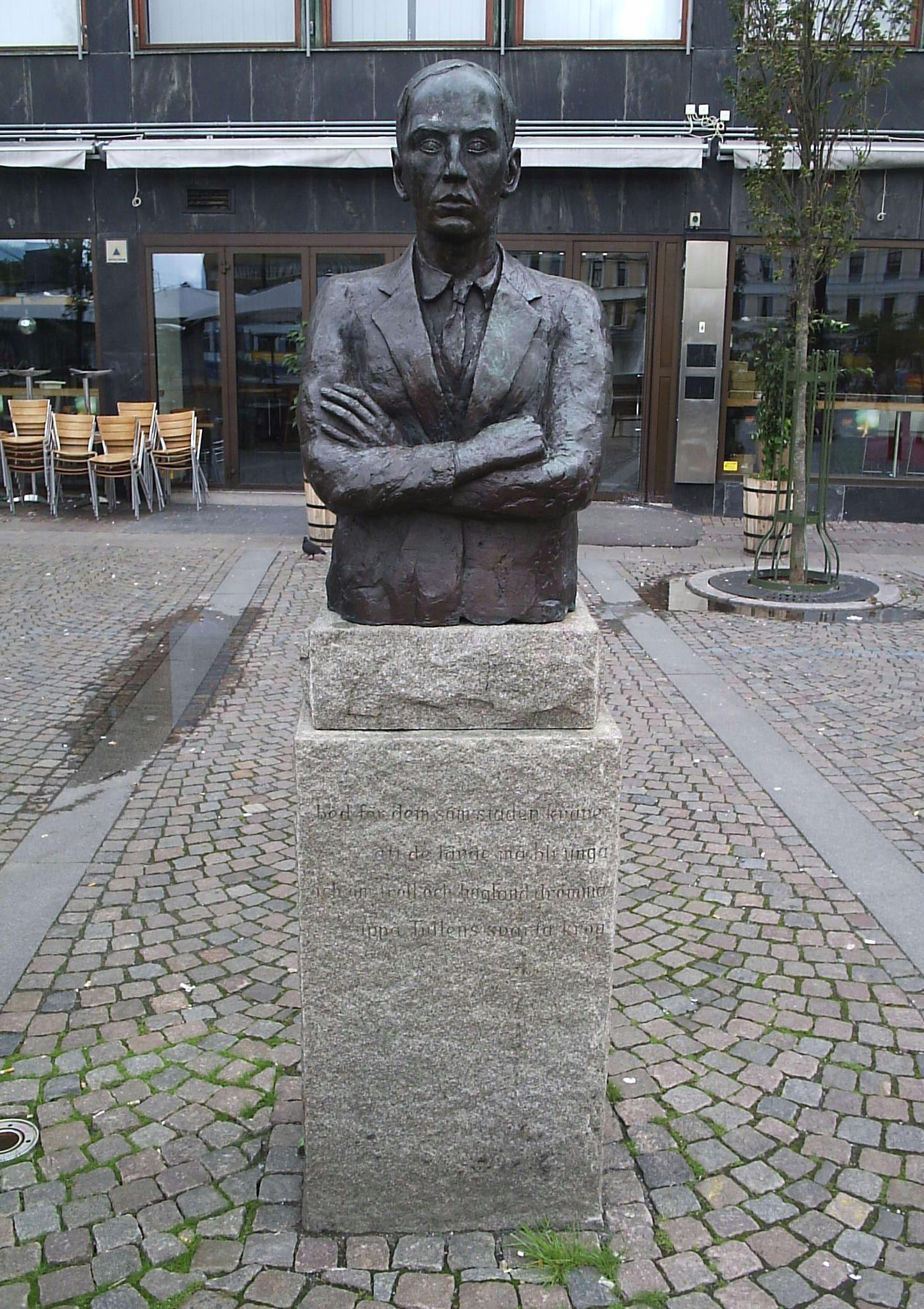
Dan Anderssons byst på Järntorget i Göteborg

Dan Andersson står som byst på Järntorget i Göteborg.
Konstverket utfördes av Britt-Marie Jern och invigdes av Göran Johansson den 18 november 1990. Tillkomsten bekostades genom en insamling i Arbetarnas bildningsförbunds regi och med bidrag ur Charles Felix Lindbergs donationsfond.
Dan Andersson har en anknytning till Järntorget: Under två år arbetade han på Ny Tid, med signaturen "Black Jim". Ofta påträffades han också i ölstugan Tullen. På granitsockeln står: "Bed för dem som staden kväver att de länge må bli unga och om troll och högland drömma uppå Tullens svarta krog".